# Красильников, Вячеслав Борисович
Вячеслав Борисович Красильников (род. 28 апреля 1991 года, Геленджик) — российский волейболист, чемпион мира по пляжному волейболу (2019), заслуженный мастер спорта России (2019).

## Карьера
Вячеслав Красильников начинал играть с 7 лет в Геленджике под руководством тренера Юрия Ивановича Пономарёва. В классическом волейболе выступал за краснодарские команды ГУВД-«Динамо» в высшей лиге «А» и «Энергетик» в чемпионате Краснодарского края.
В национальных и международных соревнованиях по пляжному волейболу участвует с 2009 года. Его партнёрами были Артём Кучеренко, Остап Фирсов, Руслан Быканов, Андрей Болгов, Алексей Пастухов. В 2013 и 2015 годах в паре с Быкановым Вячеслав Красильников становился серебряным призёром чемпионатов России, по итогам двух сезонов (2015 и 2016) занимал первое место в национальном индивидуальном рейтинге.
В июле 2013 года в паре с Алексеем Пастуховым впервые в карьере завоевал медаль на этапе Мирового тура, став бронзовым призёром турнира в Анапе, а на следующем соревновании — турнире категории Большого шлема в Берлине — впервые сыграл вместе с Константином Семёновым, и новообразованный тандем сходу выиграл серебряные медали.
В июне 2014 года Красильников и Семёнов выиграли серебро Anapa Open и золото турнира Большого шлема в Москве, в мае — июне 2016 года завоевали серебряные медали на турнире серии Open в Сочи и на чемпионате Европы в Биле, а также бронзу на турнире категории Большого шлема в Гамбурге. Российская команда стала седьмой в мировом олимпийском рейтинге и получила право выступить на Играх в Рио-де-Жанейро, где добилась лучшего результата за всю историю выступлений российских «пляжников» на Олимпийских играх, заняв 4-е место.
После Рио-2016 Константин Семёнов вернулся в классический волейбол, а новым напарником Вячеслава Красильникова стал Никита Лямин. В феврале 2017 года они стали победителями этапа Мирового тура на иранском острове Киш, в июне завоевали серебро на турнире в Москве, золото в Гааге и упрочили своё лидерство в текущем рейтинге Мирового тура. На чемпионате мира в Вене Красильников и Лямин завоевали бронзовые медали. По ходу турнира они одержали 6 побед подряд, но в полуфинале с минимальной разницей уступили хозяевам — Клеменсу Допплеру и Александеру Хорсту. В матче за бронзу россияне победили голландцев Кристиана Варенхорста и Мартена ван Гардерена — 2:0 (21:17, 21:17). В итоговом рейтинге Мирового тура-2017 Красильников и Лямин поделили первое место с бразильцами Андре и Эвандро, а сам Вячеслав был признан лучшим по игре в защите.
С октября 2018 года Вячеслав Красильников выступает в паре Олегом Стояновским. В начале сезона-2018/19 новая команда поднялась на пьедесталы почёта трёх подряд турниров категории «4 звезды», взяв серебро в Янчжоу, бронзу в Лас-Вегасе и золото на соревнованиях в крытом помещении в Гааге. В апреле 2019 года Красильников и Стояновский стали победителями этапа Мирового тура в Сямыне, а в июле завоевали первое в истории России золото чемпионата мира. По ходу первенства, проходившего в Гамбурге, россияне ни в одном из 8 сыгранных матчей не покинули площадку побеждёнными и в финале со счётом 2:1 (19:21, 21:17, 15:11) взяли верх над немцами Юлиусом Толе и Клеменсом Виклером. 8 сентября 2019 года Красильников и Стояновский победили этих же соперников в решающем матче финального этапа Мирового тура в Риме.
На Олимпийских играх в Токио Красильников и Стояновский выиграли первую в российской истории олимпийскую медаль в пляжном волейболе. Несмотря на сложное начало турнира, они с первого места в группе вышли в плей-офф, где на пути к финалу одержали три победы со счётом 2:0, но в решающем матче уступили лидерам мирового рейтинга — норвежцам Андерсу Молу и Кристиану Сёруму.

## Достижения
- Серебряный призёр Олимпийских игр-2020.
- Участник Олимпийских игр-2016 (4-е место).
- Чемпион мира (2019), бронзовый призёр чемпионата мира (2017). Другие выступления: 2015 — 9-е место.
- Серебряный призёр чемпионатов Европы (2016, 2020). Другие выступления: 2014, 2015, 2017, 2019, 2021 — 9-е место; 2018 — 25-е место.
- Призовые места на этапах Мирового тура:
  - 1-е — Москва-2014 (GS), Киш-2017 (3*), Гаага-2017 (3*), Гаага-2019 (4*), Сямынь-2019 (4*), Рим-2019 (финал),
  - 2-е — Берлин-2013 (GS), Анапа-2014, Сочи-2016, Москва-2017 (3*), Сямынь-2018 (4*), Янчжоу-2018 (4*),
  - 3-е — Анапа-2013, Гамбург-2016 (GS), Лас-Вегас-2018 (4*), Гштад-2021 (4*).
- Чемпион России (2018, 2019, 2020), серебряный призёр чемпионатов России (2013, 2015, 2022, 2023).
- Серебряный призёр (2024) Кубка России.

## Награды
- Медаль ордена «За заслуги перед Отечеством» I степени (11 августа 2021 года) — за большой вклад в развитие отечественного спорта, высокие спортивные достижения, волю к победе, стойкость и целеустремленность, проявленные на Играх XXXII Олимпиады 2020 года в городе Токио (Япония)[15].